# Lawrence Durrell
Lawrence George Durrell (27. února 1912, Džalandhar – 7. listopadu 1990, Sommières) byl anglický spisovatel. Narodil se v Britské Indii, nikdy však neměl britské občanství, považoval se za kosmopolitu a rád se vysmíval anglickému svérázu. Část mládí prožil s rodinou na Korfu. 
Proslul zejména svými romány, psal ovšem i básně, cestopisy, krátké humoristické příběhy a divadelní hry. K jeho nejznámějším prózám patří čtyřdílný Alexandrijský kvartet. Byl silně ovlivněn Středomořím, kde léta pobýval, zejména ostrovem Korfu, o němž často píše ve svých knihách. Pobýval na různých místech světa, včetně Argentiny či titovské Jugoslávie, nakonec se usadil ve francouzské Provenci, kterou oslavil románovou pentalogií Avignonský kvintet. Jeho knihy jsou rovněž ovlivněny hermetismem a esoterickou symbolikou.
Byl starším bratrem zoologa a spisovatele Geralda Durrela.

### Cestopisy
- Prospero's Cell: A guide to the landscape and manners of the island of Corcyra Corfu (1945)
- Setkání s mořskou Venuší: průvodce krajinou Rhodosu (Reflections on a Marine Venus, 1953)
- Bitter Lemons (1957)
- Blue Thirst (1975)
- Sicilian Carousel (1977)
- The Greek Islands (1978)
- Caesar's Vast Ghost (1990)

### Poezie
- Quaint Fragments (1931)
- Ten Poems (1932)
- Transition: Poems (1934)
- A Private Country (1943)
- Cities, Plains and People (1946)
- On Seeming to Presume (1948)
- Selected Poems: 1953–1963 (1964)
- The Ikons (1966)
- The Suchness of the Old Boy (1972)
- Collected Poems: 1931–1974 (1980)
- Selected Poems of Lawrence Durrell (2006)

### Divadelní hry
- Bromo Bombastes (1933)
- Sappho: A Play in Verse (1950)
- An Irish Faustus: A Morality in Nine Scenes (1963)
- Acte (1964)

### Humoristické knihy
- Esprit de Corps (1957)
- Stiff Upper Lip (1958)
- Sauve Qui Peut (1966)
- Antrobus Complete (1985)

### Publicistika
- A Key to Modern British Poetry (1952)

### Dopisy
- Lawrence Durrell and Henry Miller: A Private Correspondence (1962)
- Spirit of Place: Letters and Essays on Travel (1969)
- Literary Lifelines: The Richard Aldington—Lawrence Durrell Correspondence (1981)
- A Smile in the Mind's Eye (1982)
- Preface, about Eduardo Sanguinetti
- Letters to T. S. Eliot (1987)
- The Durrell-Miller Letters: 1935–80 (1988)
- Letters to Jean Fanchette (1988)